# إيفا سيرانو
إيفا سيرانو (بالفرنسية: Eva Serrano)‏ هي لاعبة جمباز إيقاعي فرنسية، ولدت في 22 أبريل 1978 في نيم في فرنسا.

## وصلات خارجية
- الموقع الرسمي
- إيفا سيرانو على موقع الاتحاد الدولي للجمباز (licence) (الإنجليزية)
- إيفا سيرانو على موقع الاتحاد الدولي للجمباز (biography) (الإنجليزية)
- إيفا سيرانو على موقع اللجنة الأولمبية الدولية (الإنجليزية)
- إيفا سيرانو على موقع أوليمبيديا (الإنجليزية)